# کایلی آیرلند
کایلی آیرلند (انگلیسی: Kylie Ireland؛ زاده ۲۶ مهٔ ۱۹۷۰) بازیگر پورنوگرافی اهل ایالات متحده آمریکا است.